# Rumisberg
Rumisberg es una comuna suiza del cantón de Berna, situada en el distrito administrativo de Alta Argovia. Limita al norte con las comunas de Herbetswil (SO), Aedermannsdorf (SO) y Matzendorf (SO), al este con Wolfisberg, al sureste con Oberbipp, al sur con Wiedlisbach, y al oeste con Attiswil y Farnern.
Hasta el 31 de diciembre de 2009 situada en el distrito de Wangen.

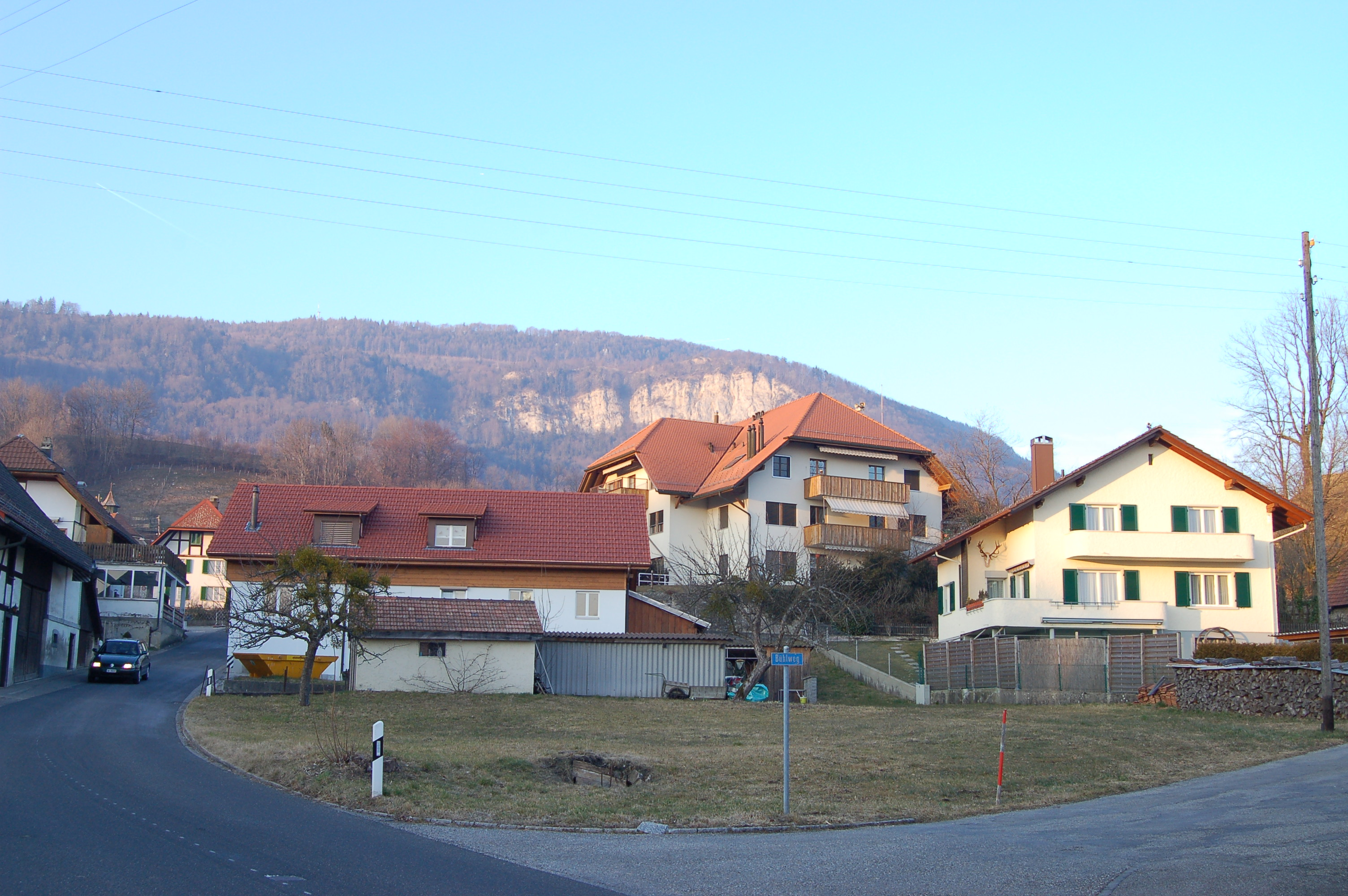
Vista de Rumisberg.